# Elevador do Lavra
L'Elevador do Lavra è una funicolare che si trova nella Calçada do Lavra della città di Lisbona.
Con più di 120 anni di esistenza, l'Elevador do Lavra è la funicolare più antica della capitale lusitana e collega la rua Câmara Pestana con il largo da Anunciada per un percorso totale di 188 metri e una pendenza media del 22,9%.
L'Elevador è stato realizzato dall'ingegnere portoghese Raoul Mesnier de Ponsard (responsabile anche della realizzazione degli elevador da Glória, da Bica e de Santa Justa) e venne inaugurato il 19 aprile 1884.
L'Elevador do Lavra è di proprietà della Companhia de Carris de Ferro de Lisboa di Lisbona e dal febbraio del 2002 è classificata come monumento nazionale dal Portogallo.